# Georg Volmann
Georg Volmann (* 1611 in Klotten; † 12. Juni 1668 in ebenda) war ein deutscher Benediktiner und erster Propst der Benediktinerpropstei der Abtei Brauweiler in Klotten.

## Leben

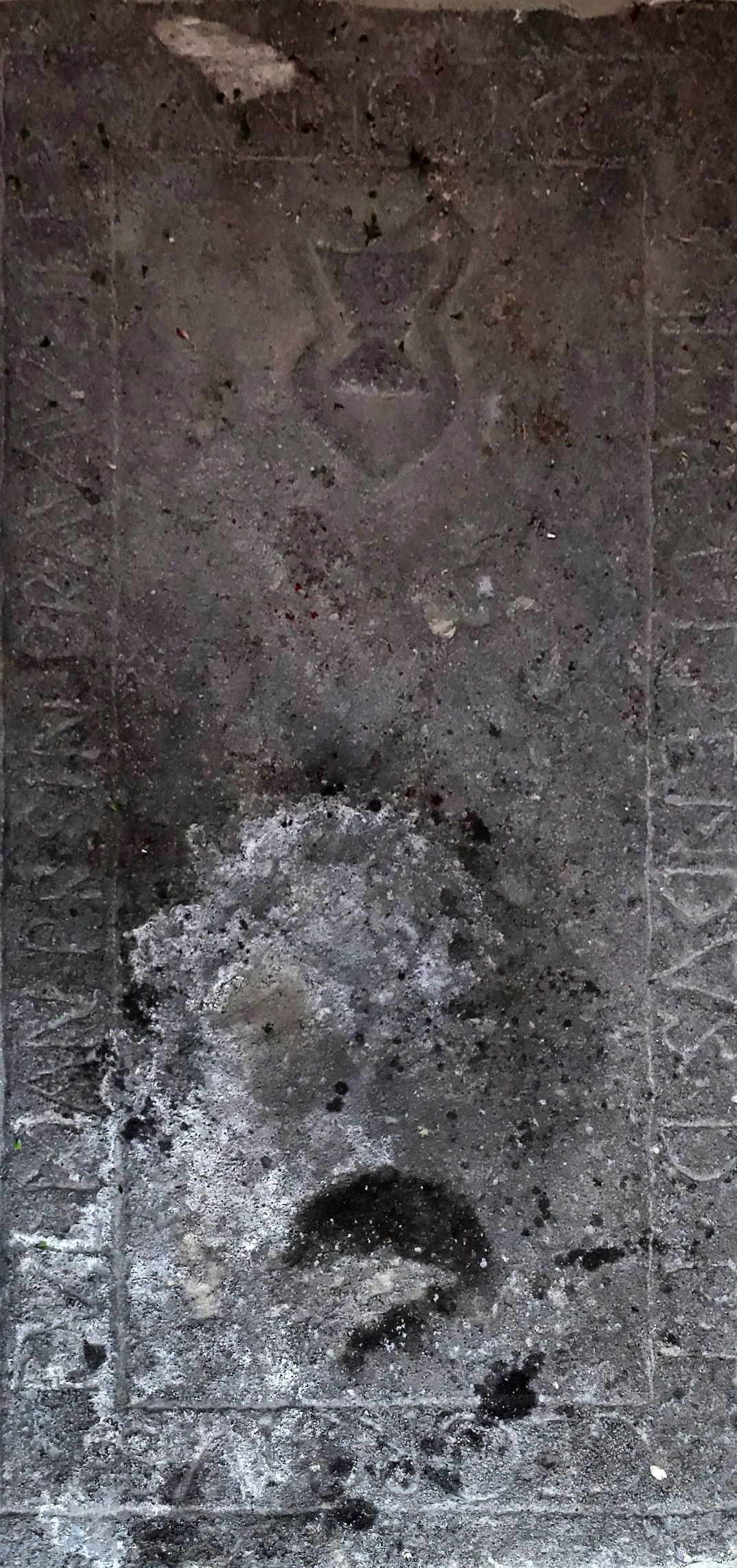
Grabplatte Georg Fulmann's in Klotten

Georg Volmann, über dessen schulische Ausbildung nichts bekannt ist, trat im Jahre 1634 in das Kloster Brauweiler ein. Seine erste Heilige Messe feierte er 1646. Ab 1638 war er nahezu dreißig Jahre lang als Leiter des Dinghofes und als Aufseher der klösterlichen Besitzungen in Cond, Greimersburg, Kaifenheim, Klotten, Landkern, Mesenich, Pommern und Wirfus tätig. Zu den Besitzungen des Klosters gehörten neben 120.000 Weinstöcken in Weinbergen an der Mosel auch ca. 262 Morgen Ackerland. Seine Wohnstätte in Klotten war ein privates Wohnhaus, zu der neben einer Köchin auch ein Knecht gehörte. Heute gehört die ehemalige Brauweiler Propstei in Klotten einem privaten Weingut.